# Montelupone
Montelupone település Olaszországban, Marche régióban, Macerata megyében. Lakosainak száma 3359 fő (2023. január 1.). Montelupone Montecosaro, Potenza Picena, Macerata, Morrovalle és Recanati községekkel határos.

## Népesség
A település lakossága az elmúlt években az alábbi módon változott:
| Lakosok száma | 3594 | 3575 | 3359 |
|               | 2017 | 2018 | 2023 |